# 桤叶蜡瓣花
桤叶蜡瓣花（学名：Corylopsis alnifolia）为金缕梅科蜡瓣花属下的一个种。

## 扩展阅读
- 維基物種上的相關：桤叶蜡瓣花